# Point Blank (videogioco 2008)
Point Blank (noto anche come Piercing Blow) è un videogioco sparatutto in prima persona online del 2008 sviluppato dalla società sudcoreana Zepetto per Microsoft Windows.
È disponibile in molte nazioni tramite diversi editori, e in particolare in Indonesia ha stabilito un record nazionale con oltre 200 000 utenti simultanei. In Brasile sono stati raggiunti circa 50 000 utenti. Per tre anni, dal 2010, ha vinto il premio di miglior casual game e miglior sparatutto in prima persona al Thailand Game Show e al Bangkok International Game Festival in Tailandia.

## Meccaniche di gioco e contenuti
Point Blank è un frenetico sparatutto in prima persona online simile a Counter-Strike. Presenta anche ambienti distruttibili e dinamici, oltre a opzioni di personalizzazione di personaggi e abilità.
In Point Blank, i giocatori possono unirsi alla squadra del MAG (Movimento Anti-Globale) o a quella della DAT (Divisione Anti-Terrorismo). Ogni squadra tenta di completare il proprio obiettivo di missione e/o eliminare la squadra avversaria. Ogni round inizia con le due squadre che si generano simultaneamente, di solito alle estremità opposte della mappa l'una dall'altra.
Un giocatore può scegliere di giocare come uno dei quattro diversi modelli di personaggi predefiniti. I giocatori hanno generalmente pochi secondi prima dell'inizio del round, o prima della rigenerazione, per cambiare armi e/o equipaggiamento.
I punti di gioco e l'esperienza vengono assegnati per la vittoria di un round, la perdita di un round, l'uccisione di nemici e il completamento di brevi missioni.

### Modalità di gioco
I giocatori hanno accesso a diverse modalità di gioco.
- Deathmatch: modalità di gioco in cui due squadre hanno l'obiettivo di eliminare un determinato numero di avversari in un arco di tempo designato. Dopo la morte, i giocatori vengono rianimati in pochi secondi.
- Eliminazione: modalità di gioco analoga al "deathmatch", ma viene svolta in round con una vita per ciascun round.
- Missione esplosiva:  i giocatori della squadra del MAG hanno l'obiettivo di piazzare una carica C-4 nei siti designati o di eliminare la squadra avversaria, i difensori della DAT, devono invece impedirne la distruzione disinnescando la carica innescata o nel caso non fosse stata piazzata, di eliminare la squadra avversaria.
- Battaglia speciale: tramite questa modalità è possibile personalizzare la modalità di combattimento e le armi a disposizione tra cecchini, fucili a pompa, armi bianche e pistole.
- Distruzione: la modalità richiede di eliminare (o difendere) un particolare oggetto/edificio della mappa per vincere.
- Salvezza: in questa modalità, le due squadre si alterneranno nel ruolo di umani e dinosauri. Come umano, l'obiettivo principale è di trovare l'uscita dalla mappa e scappare. Come dinosauro invece, l'obiettivo sarà di divorare gli umani prima che riescano a scappare dalla mappa.
- Dino-Deathmatch: modalità mista tra deathmatch e salvezza. Una squadra di umani combatte contro i dinosauri sulle mappe della modalità deathmatch, con le regole della modalità salvezza.
- Casuale: modalità che permette la selezione casuale di una delle modalità di gioco precedentemente descritte. È possibile pre-configurare il meccanismo per la selezione casuale delle modalità.

### Armeria
Ci sono oltre 140 armi disponibili in Point Blank. L'arsenale è suddiviso per tipologia di fuoco e per modalità di ottenimento (valuta di gioco, denaro reale, missioni, ecc.).
Quando si crea un personaggio, il giocatore riceve uno starter kit di armi, che include K-1, K-2, SSG-69, K-5, M-7, K400, fumogeno, granata stordente e 5.000 punti di gioco. Armi aggiuntive in Point Blank possono essere acquistate sia con valuta di gioco che con denaro reale nel negozio in gioco.
Le armi con la dicitura "Ext." (dall'inglese - "esteso") significa che l'arma ha un componente aggiuntivo (mirino olografico, cambio rapido del caricatore, ecc.). Per tali armi, vengono aggiunte caratteristiche migliorate: un aumento dei danni e un aumento del numero di munizioni.

### Missioni
Point Blank oltre alle solite partite, permette l'acquisto di missioni. Ogni missione è composta da 10 singole lettere che compongono il nome della missione, ognuna delle quali richiede il raggiungimento di obiettivi personali (ottieni un'uccisione con un colpo alla testa, ottieni un'uccisione con una certa arma, ottieni 3 uccisioni prima di venire ucciso, etc.). Completati tutti gli obiettivi personali di ognuna lettera, la missione è completata e si avrà in possesso la relativa ricompensa.

### Gradi e specializzazioni
Lo sviluppo del proprio personaggio nel gioco è accompagnato dal grado del titolo (livello) e dei vantaggi. Lo sviluppo del personaggio dipende direttamente dai punti esperienza di combattimento e dal numero di medaglie guadagnate con le missioni. Con un aumento di grado, il giocatore ottiene l'accesso a diversi vantaggi e può scegliere il proprio percorso di sviluppo tra sette specializzazioni.
Dopo ogni battaglia, il giocatore riceve punti esperienza, per i quali il personaggio viene promosso ad un rango maggiore. Il grado più alto sblocca nuovi vantaggi, missioni ed equipaggiamento. Ci sono 50 gradi nel gioco, dalla recluta al generale capo di stato maggiore. A seconda del grado, vengono esaltate diverse caratteristiche del personaggio. I potenziamenti possono essere: velocità di movimento, riduzione del rinculo dell'arma, raggio del colpo e molto altro. Gli ultimi quattro gradi possono essere ottenuti solo acquisendo più esperienza rispetto ad altri candidati per lo stesso grado.
Le specializzazioni sono modo per aumentare l'efficacia con un certo personaggio, che ne aumentano le prestazioni fisiche o con un'arma specifica, dotandolo di maggiore efficienza nell'uso di quell'arma.
È possibile ottenere specializzazioni completando obiettivi personali e guadagnando medaglie e riconoscimenti, che potranno essere spesi per attribuire specializzazioni al proprio personaggio. Possono essere equipaggiate fino ad un massimo di 3 specializzazioni (su 8 diversi tipi di specializzazione disponibili).

## Trame

### Point Blank
Point Blank si svolge in molte nazioni del mondo occidentale, e in alcune nazioni dell'estremo oriente. Gli eventi iniziano a precipitare quando, dopo l'ondata di proteste e rivolte popolari che hanno investito il nordafrica agli inizi del 2011, causando la caduta di vari despoti locali, anche nei paesi europei comincia a soffiare il vento della rivoluzione. Le proverbialmente calme e civili popolazioni europee cominciano a non sopportare più lo strapotere delle multinazionali e delle corporazioni, che hanno creato un cartello economico incontrastabile che amministra dispoticamente prezzi e disponibilità delle merci. Al contempo, utilizzando le potenti leve economiche e occupazionali a loro disposizione, le corporazioni aumentano via via la loro ingerenza nelle decisioni politiche dei governi. Il problema si allarga alla regione scandinava e alle nazioni del sud-America, per poi contagiare anche gli USA e Canada.
Molte fasce della popolazione cominciano ad organizzarsi in bande armate: gli assalti e i saccheggi ai grandi magazzini e ai centri commerciali si susseguono, intensificandosi in frequenza e diffusione. In risposta, i governi non possono fare altro che intensificare la sorveglianza diretta e indiretta, procedere ad arresti di massa, e rafforzare i corpi di polizia e di ordine pubblico togliendo denaro ad altre voci dei bilanci nazionali, come la sanità, le pensioni e l’istruzione. Di fatto però queste misure non solo non bastano a contenere le sempre più frequenti manifestazioni violente della popolazione, ma forniscono ulteriori motivazioni alla rivolta popolare. Quelli che inizialmente erano solo dei gruppi di cittadini inferociti che si erano armati per rispondere ai soprusi economici con esasperate dimostrazioni occasionali di violenza, vanno progressivamente organizzandosi in cellule di intervento coordinate tra loro, che si scambiano membri, informazioni, consigli, materiali, armi e munizioni. Disperati, i governi dei paesi finiscono per cedere alle pressanti richieste di maggiori risorse avanzate dai loro Ministeri degli Interni e della Difesa, prendendo una decisione gravissima: richiedere finanziamenti alle Corporazioni e alle Multinazionali. Accettando denaro da privati, automaticamente i corpi di polizia perdono la loro imparzialità e si ritrovano costrette a difendere un sistema basato sul dispotismo economico.
Per contrastare il nascente MAG – Movimento Anti-Globale, composto da cittadini che spontaneamente abbandonano la vita civile per intraprendere la lotta armata organizzata, i vari governi creano una forza condivisa altamente specializzata, con compiti di intervento immediato e letale, denominata DAT – Divisione Anti-Terrorismo. Pur conservando e onorando la loro lealtà verso i rispettivi governi, questi tutori dell’ordine avvertono la contraddizione che stanno vivendo: si sentono cittadini in armi che combattono contro altri cittadini in armi. Vorrebbero non essere costretti a farlo, ma sono convinti che reprimere le rivolte sia l’unico modo per ricostruire un tessuto civile dignitoso e funzionante.

### Piercing Blow (versione nordamericana)
La nazione di Korogese si sta sgretolando. Sebbene sia una potenza mondiale industriale tecnologicamente avanzata, il suo governo è debole, inefficace, corrotto e diviso secondo linee settarie. Le sue città in espansione e in rovina sono governate da potenti bande criminali. Le sue corporazioni hanno una grande influenza sul suo governo democraticamente eletto e il divario tra ricchi e poveri sta aumentando. La prosperità e una recente era di pace globale hanno reso i suoi cittadini disposti a scambiare i loro diritti per comodità e sicurezza.
Le corporazioni ritengono di sapere cosa è meglio. Sperano di creare un'utopia sociale in cui le forze del libero mercato controlleranno la società e il sistema politico sarà ridotto a figure di prestigio. Una parte di questo obiettivo era sostituire il corpo, le forze di difesa volontarie e di leva di Korogese, con un esercito mercenario paramilitare addestrato e controllato dalle corporazioni chiamato Aegis Incorporated. Con il supporto di gruppi di attivisti anti-militari e contro la guerra finanziati dalle corporazioni, il governo ha sciolto il Corpo e ha consegnato le sue strutture e attrezzature ad Aegis Inc. A questo seguirono una serie di leggi che limitano le libertà personali. Presumibilmente emanati per combattere l'aumento del tasso di criminalità, sono stati davvero creati per aiutare a controllare la cittadinanza di Korogese.
Una grande fazione all'interno del Corpo è andata clandestina e spera di rovesciare l'oligarchia gestita dalle corporazioni che gestisce Korogese e sostituirla con una vera democrazia. Attraverso il sostegno di gruppi civili, i finanziamenti di ricchi mecenati e le connessioni del mercato nero nella vita criminale, il Corpo ha costruito un esercito sotterraneo ben armato. Con in programma di logorare Aegis con una campagna di guerriglia, colpire la cabala della leadership aziendale che gestisce l'oligarchia ed eliminare tutti i collaboratori civili e i traditori che li supportano.
Il giocatore dovrà scegliere da che parte stare. Aegis Inc. (squadra blu), sostenendo la legge e l'ordine, ma rappresentando la tirannia e l'oppressione. Il Corpo (squadra rossa), sostiene la democrazia e la libertà, ma rappresenta la violenza e l'anarchia indiscriminate. La parte che sopravviverà al conflitto imporrà le proprie opinioni sociali alle masse.

## Sviluppo

### Point Blank
Point Blank è stato originariamente sviluppato dalla società di software sudcoreana Zepetto, che ha concesso in licenza il gioco ad altre società. È stato lanciato in Corea del Sud (pubblicato da NCSoft a marzo 2008, chiuso a luglio 2011 e ripubblicato nel 2014), Thailandia (pubblicato da NCTrue a febbraio 2009 e gestito da Garena da gennaio 2013), Indonesia (pubblicato da Gemscool nel 2009 e gestito da Garena dal 2015 prima di essere trasferito alla stessa Zepetto nel gennaio 2019), Russia (pubblicato da INNOVA, dicembre 2009), Brasile (pubblicato da OnGame, agosto 2010), Cina (pubblicato da Shanda, 4º trimestre 2010, chiuso ottobre 2014), Nord America (nel dicembre 2010, trasferito nel 2014, chiuso il 21 settembre 2018), Turchia (da Nfinity Games, agosto 2010) e Italia (da Accelon Italia nell'aprile 2011).
L'ultima versione del gioco apporta alcune modifiche al gioco e nuove funzionalità, tra cui un nuovo sistema di abilità e avatar. Point Blank 1.5 è stato rilasciato a Singapore e in Malaysia nel gennaio 2014, pubblicato da Garena.
Ogni edizione locale ha armi, skin e opzioni diverse per soddisfare i gusti locali. Ad esempio, la variante nordamericana ha un retroscena diverso e si chiama Project Blackout. Gli elenchi di armi disponibili sono diversi per ogni versione e gli sviluppatori aggiungono o rilasciano armi a seconda della popolarità.

### Point Blank Revolution
Nel gennaio 2014, Garena rilasciò Point Blank Revolution, una versione migliorata del gioco con una nuova interfaccia e personalizzazioni dei personaggi. Il gioco era inizialmente disponibile solo a Singapore e in Malaysia e successivamente rilasciato in Thailandia e Filippine (acquisito da Level Up! Games).
A partire dal 25 luglio 2017, il sito web di Point Blank Revolution divenne inattivo, probabilmente a indicare che Garena ha rinunciato a questo gioco a causa del basso numero di giocatori negli ultimi 3 anni. Il gioco fu interrotto ufficialmente il 28 giugno 2017, ciò venne applicato solo ai server di Singapore e Malesia.

### Project Blackout
Il 24 giugno 2014, Project Blackout NA adottò l'interfaccia utente/interfaccia di Point Blank Revolution (Point Blank Malaysi /Singapore), diventando il primo gioco di Point Blank ad adottare l'aspetto Revolution. Il 22 aprile 2015 fu rilasciato un aggiornamento che cambiò completamente il nome del gioco per adattarsi all'interfaccia di Revolution. Project Blackout fu ribattezzato Piercing Blow in un altro importante aggiornamento.
Due nuovi server furono aperti sotto il nome di Piercing Blow in Europa e in India nel 2015. Il server indiano venne chiuso nel 2017 e il 21 settembre 2018 Piercing Blow chiuse completamente i suoi server per le regioni europee, a causa di un'utenza generale molto bassa, insieme a loro anche gli uffici di Zepetto chiusero e tornarono in Corea del Sud.

### Point Blank Global
Nel gennaio 2021 è stato aperto un nuovo server con sede in Perù e server in Canada, che fornisce un servizio a tutte le aree del mondo.